# Chrysocercops melastigmata
Chrysocercops melastigmata är en fjärilsart som beskrevs av Tosio Kumata 1992. Chrysocercops melastigmata ingår i släktet Chrysocercops och familjen styltmalar. Inga underarter finns listade i Catalogue of Life.